# 山崎正 (作詞家)
山崎 正（やまざき ただし、1916年8月20日 - 1968年1月19日）は、日本の作詞家。代表作の『お富さん』は春日八郎の歌唱により戦後日本の復興を代表するヒット曲のひとつとなった。
本名、松浦正典。

## 生涯
東京市亀戸町に生まれ、母親の再婚を機に群馬県高崎市に転居、旧制高崎中学卒業後、東京美術学校に入学、高橋掬太郎門下で作詞を学び、歌謡同人誌「幌馬車」の同人となる。
1937年、日中戦争による召集で高崎歩兵第15連隊に入隊、同年9月20日、傷病により現地の野戦病院に収容、翌10月4日に満州チチハル陸軍病院に転院。病院で作詞を続け『踊る支那兵』を「幌馬車」に発表。帰還後に前橋市の料亭「鳥辰」の長女ふみ子と結婚、1942年に作詞した『暁の門出』『茶作り次郎長』『軍歌千里」がレコード化されプロの作詞家としてデビューするも、1944年に再び召集、東部軍管区宇都宮師管区歩兵第三補充隊（東部第38部隊）の兵長として内地で終戦を迎える。
戦後、日本作歌者協会の会員に推薦され、1951年に単身上京、文化放送に所属してラジオのCMソングなどを手がけながら作詞を続け、1954年、キングレコードから渡久地政信の作曲で『お富さん』を発表、春日八郎が歌い大ヒット、春日はNHK紅白歌合戦にこの曲で初出場、松竹は嵯峨美智子の主演で『お富と切られ与三郎』として映画化した。また山口俊郎編曲による『酒の苦さよ』も三橋美智也が歌いヒットを記録、人気作詞家となり、『歌で別れる港町』『小雨がぽっとん』など数多くの歌謡を作詞、1956年には『前橋音頭』も手がけた。
1964年、社団法人日本作詩家協会理事に就任。前橋市石川町に「山崎歌謡教室」を開き後進の指導にあたっていたが1968年、51歳で死去。

## 代表曲
- 酒の苦さよ(三橋美智也）
- お富さん(春日八郎）
- 歌で別れる港町(若原一郎）
- 小雨がぽっとん(石井千恵）
- 前橋音頭
- おもかげ酒場(水戸光一）
- 夢みる星(新川二郎)
- 涙をふいてお別れだ(北見和夫)
- 別離(三船浩)
- 真夜中の囁き(宮千加子)
- 風花の宿 (三船浩)

## 参考資料
- 『山崎正・歌謡曲の世界』前橋文学館発行（2006年）